# Charalampos Kastrantas
Charalampos „Charis“ Kastrantas (griechisch Χαράλαμπος «Χάρης» Καστραντάς Charálambos „Cháris“ Kastrandás; * 13. März 1991 in Tripoli) ist ein griechischer Bahn- und Straßenradrennfahrer.

## Karriere
Charalampos Kastrantas wurde 2007 in der Jugendklasse griechischer Meister im Straßenrennen und auf der Bahn im Teamsprint. In der Saison 2009 wurde er in der Juniorenklasse griechischer Bahnradmeister im 1000-m-Zeitfahren und in der Mannschaftsverfolgung. Im Omnium wurde er in der Eliteklasse 2008 und 2010 jeweils Dritter. Seit 2011 fährt Kastrantas für das serbische Continental Team Partizan Powermove.
Die UCI sperrte Charalampos Kastrantas vom 11. März 2016 bis zum 5. Dezember 2016 von laufenden Wettbewerben aus, weil er am 11. April 2015 eine Doping-Probe versäumte.
Mit Ablauf der Sperre führt Kastrantas seine Karriere fort und fährt seit dem 30. Mai 2017 für das serbische Continental Team Dare Viator Partizan.

## Erfolge

### Bahn
2009
- Griechischer Meister – 1000-m-Zeitfahren (Junioren)
- Griechischer Meister – Mannschaftsverfolgung (Junioren) mit  Aristeidis Bougioukos, Dimitris Kalogeropoulos und  Anargyros Kollaras

2011
- Griechischer Meister – Madison
- Griechischer Meister – Einzelverfolgung

2012
- Griechischer Meister – Madison

2021
Mannschaftsverfolgung (mit Christos Volikakis, Zisis Soulios und Aimilianos Kassidis)

### Straße
2017
- Gesamtwertung Serbien-Rundfahrt
- Griechischer Meister – Straßenrennen

2018
- eine Etappe Tour of Indonesia
- Gesamtwertung, Punktewertung und eine Etappe Grand Prix International de la ville d’Alger

2019
- Gesamtwertung, Punktewertung und drei Etappen Tour of Kosovo

2020
- Sprintwertung Bulgarien-Rundfahrt

## Teams
- 2011 Partizan Powermove
- 2012 Gios-Deyser Leon Kastro
- 2013 Kastro Team (bis 31. Juli)
- 2014 CC Villeneuve Saint-Germain
- 2015 CC Villeneuve Saint-Germain
- 2017 Dare Viator Partizan (ab 30. Mai)
- 2018 Java Partizan
- 2019 Brunei Continental Cycling Team